# روزهای بهشت
روزهای بهشت (به انگلیسی: Days of Heaven) فیلمی در ژانر درام و عاشقانه به کارگردانی ترنس مالیک محصول سال ۱۹۷۸ است. از بازیگران فیلم می‌توان ریچارد گی‌یر، بروک آدامز و سام شپارد را نام برد. این فیلم درباره زوج جوانی است که تظاهر می کنند خواهر و برادر هستند. این زوج در شیکاگو زندگی و کار می‌کنند و به دلیل مشکلاتی مانند فقر و ... دست به فرار می‌زنند. در سال ۲۰۰۷، فیلم برای حفاظت در فهرست ملی ثبت فیلم ایالات متحده توسط کتابخانه کنگره به‌دلیل «اهمیتش از دید فرهنگی، تاریخی و زیبایی‌شناختی» برگزیده شد.